# Aleksandr Komarow (zapaśnik)
Aleksandr Andriejewicz Komarow (ros. Александр Андреевич Комаров; ur. 5 maja 1999) – rosyjski, a od 2024 roku serbski zapaśnik startujący w stylu klasycznym. Olimpijczyk z Paryża 2024, gdzie zajął ósme miejsce w kategorii do 87 kg. Zajął jedenaste miejsce na mistrzostwach świata w 2019 roku. 
Złoty medalista mistrzostw Europy w 2024; brązowy w 2019, 2020 i 2025. 
Mistrz świata U-23 w 2021 i Europy w 2021. Mistrz świata i Europy juniorów w 2017 i 2018 i kadetów w 2015 i 2016. Mistrz Rosji w 2019 roku.